# Endeitoma dentata
Endeitoma dentata är en skalbaggsart som först beskrevs av Horn 1885.  Endeitoma dentata ingår i släktet Endeitoma och familjen barkbaggar. Inga underarter finns listade i Catalogue of Life.